# Rosa Maria Siqueira
Rosa Maria de Siqueira (nascida em 1690, Vila de São Paulo do Campo de Piratininga - a data da sua morte é desconhecida), foi uma mulher brasileira do século XVI. É conhecida por liderar e defender uma esquadra de barcos contra ataque de piratas  argelinos  muçulmanos durante uma expedição no Oceano Atlântico. Além de habilidades militares, destacou-se por ser letrada em um período que a educação não era acessível para as mulheres. Ficou conhecida como "heroína dos mares." .

## Biografia

### Dos primeiros anos ao Casamento
Era filha do português Francisco Luiz Castelo Branco e Izabel Costa e Siqueira. Seus pais garantiram que ela recebesse uma educação substancial.
Ela foi casada com o desembargador português Antônio Carlos da Cunha Souto Maior, cavaleiro da Ordem de Cristo, que nasceu em Lisboa e era filho de Manuel da Cunha Sotomaior, de Vila Viçosa e Dona Isabel Teles de Lemos. Em Portugal teve um filho, Antônio da Cunha Sotomaior que se formou em bacharelado pela Universidade de Coimbra em 1744.

### Viagem da Nau e Combate
A Nau Monlava foi uma embarcação portuguesa equipada com 28 peças de artilharia, carregando açúcar, tabaco, e corama,  Além do transporte de artilharia e comida, transportava a bordo 119 pessoas, entre essas pessoas estava Rosa Maria de Siqueira.
Durante uma viagem com destino a Lisboa, na madrugada de 20 de março de 1714, a cerca de 15 léguas da costa de Lisboa, próximo ás Berlengas, foi avistado naquele momento três veleiros corsários argelinos, conhecidos por atuar na captura de navios cristãos e escravizar seus tripulantes.
Os corsários argelinos estavam armados com uma capitânia montada com 52 peças de artilharia, um almirante com 44 e uma terceira nave com 36, totalizando 132 bocas de fogo, além de tripulações numerosas. Reconhecendo a ameaça iminente, o capitão Gaspar dos Santos Negrões solicitou a Antônio de Albuquerque Coelho de Carvalho, que retornava ao reino português após seu governo em Minas Gerais, para que assumisse o comando da defesa. No entanto, Albuquerque recusou, alegando falta de experiência adequada na milícia do mar e preferindo não tirar a glória da vitória de quem iniciara a ação. Ele declarou estar pronto para obedecer e lutar em serviço do rei e da religião. O capitão aceitou sua recusa e preparou a nau para o combate.

## Rosa Maria de Siqueira na Historiografia
Rosa Maria de Siqueira é reconhecida na historiografia brasileira como uma das mulheres guerreiras destacadas pelo historiador Joaquim Norberto.  Sua participação ativa em combates durante o período colonial é frequentemente mencionada ao lado de outras figuras notáveis, como Maria Úrsula d'Abreu e Lencastro, Clara Camarão e Damiana. Esses relatos ressaltam o papel significativo que essas mulheres desempenharam na defesa de suas terras e na luta contra invasores, desafiando as expectativas de gênero da época e contribuindo para a construção da memória história brasileira.

### Mulheres no século XVIII
Rosa Maria de Siqueira foi uma mulher do século XVIII, conhecida por sua liderança militar em um contexto em que as mulheres eram tradicionalmente excluídas de atividades militares. Ela comandou uma esquadra de barcos em defesa contra ataques de piratas argelinos. Além de suas ações militares, era reconhecida por ser letrada, o que era incomum para as mulheres de sua época, quando o acesso à educação era restrito. Sua trajetória é lembrada como um exemplo de resistência e superação em um período marcado pela limitação de direitos e oportunidades para as mulheres.

## Participação de Rosa Maria no combate
Às sete horas da manhã, o início do combate foi marcado pelos estrondos das armas que combate foi registrado pelos estrondos das armas que cobriram o ar com uma densa fumaça negra. D. Rosa Maria, que acompanhava seu marido em viagem de retorno à Lisboa, integrou-se ativamente à defesa do navio ao lado dos demais combatentes.
Alguns passageiros conhecidos como "cristãos novos", que estavam destinados a Inquisição Romana, preferiram se entregar aos muçulmanos argelinos, visto que durante o combate estavam em desvantagem de número de pessoas, mas Rosa Maria persuadiu a todos, dizendo que era arriscado demais, de tão cruéis que os argelinos eram.
D. Rosa Maria trocou suas roupas femininas por trajes militares e, disfarçada como homem, enfrentou os perigos da batalha com coragem. Segundo relatos históricos, nada abalou seu ânimo, e, a cada adversidade, ela repetia a frase: 'Viva a fé de Cristo'.
A batalha durou até o outro dia, parando com a chegada da noite. Neste momento com a ajuda de duas mulheres negra e indígena, foi possível visualizar os mortos, curar os feridos e reparar o navio da melhor forma. No outro dia surgiu novamente nas águas, um novo conflito de maior importância, e Dona Rosa Maria estava lá participando ativamente de mais um combate⁣⁣.⁣⁣ 
Os argelinos então perceberam que todos os seus esforços não estavam adiantando, dispararam uma última carga e recuaram pela noite. O Nau dirigiu a Lisboa em 22 de Março de 1714, parando nas aguas do Rio Tejo.
Nesse contexto de perigo e espírito combativo, a Dona Rosa Maria Siqueira se destacou, se tornando por muito tempo alvo de curiosidade dos habitantes de Lisboa. Todos queriam conhecê-la, louvavam por ela e por sua rara distinta coragem. 